# 鳥ヶ乢
鳥ヶ乢（とりがたわ）は、兵庫県宍粟市千種町岩野辺と同市波賀町斉木の境にある峠である。直下を国道429号（とりがたわ道路）が通る。

## とりがたわ道路

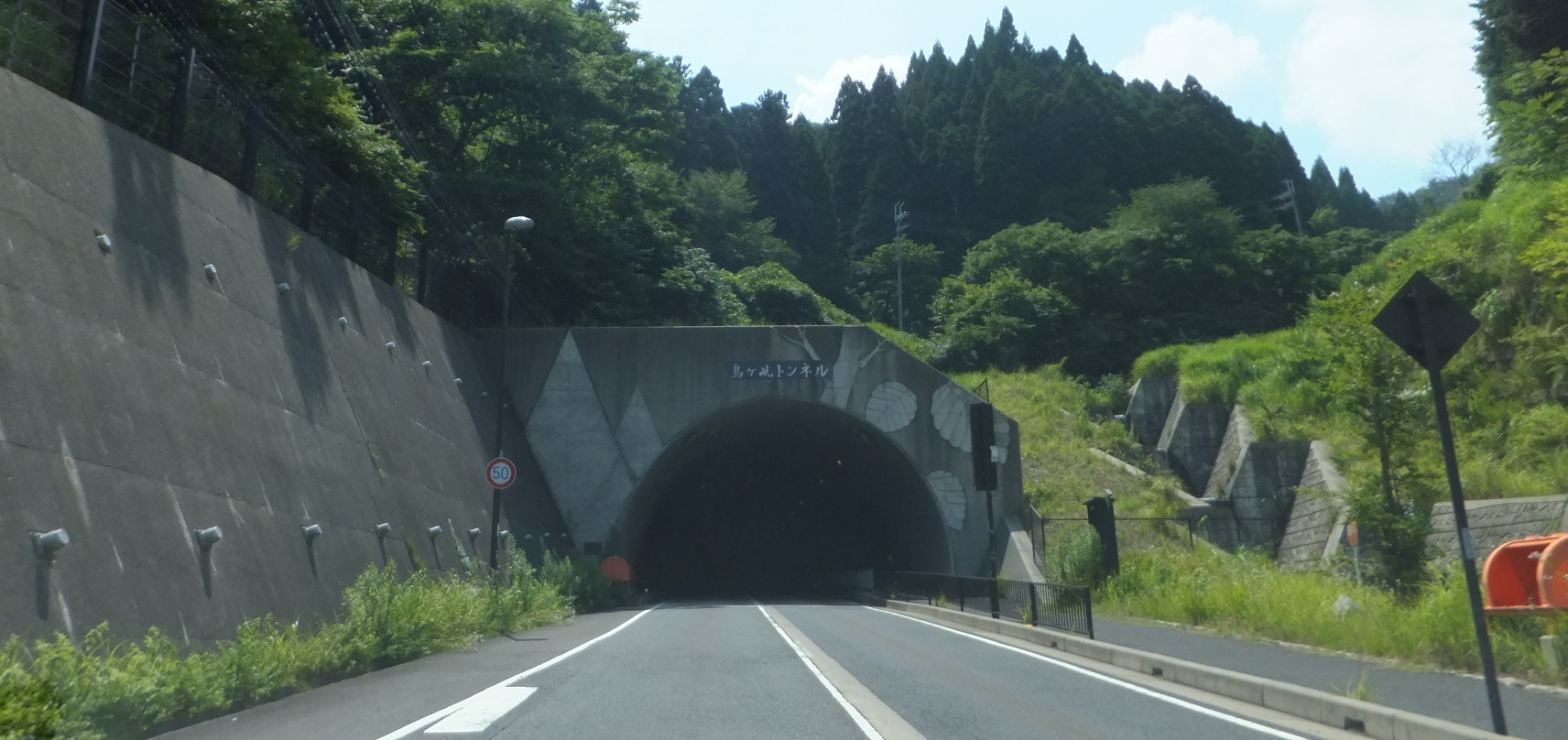
鳥ヶ乢トンネル

1895年（明治28年）に改修された、千種から岩野辺を通り内海を経て鳥ヶ峰を越えて西谷村（現・宍粟市）に至る「岩野邊道」が当道路の由来とされる。昔の本道路は峠を境に岩野辺側は比較的緩やかで、斉木側は急傾斜となっていた。終戦までは姫路の兵隊が演習に本峠で重い荷物を担いで雪中行軍を行うほど、急峻で自然環境が厳しい道路だった。
国道指定後も、急峻な谷間から峠越えするルートのため、大型車のすれ違いが困難で、さらに冬季の積雪による通行止めが頻発するなど、交通の障害となっていた。これらを解消するため、トンネルを含む道路の改築事業に着手し、2008年11月11日にとりがたわ道路全体が供用開始されるとともに、それまでの峠を越える道路は国道の指定が外された（2008年11月11日兵庫県告示第1121号）。
- 1998年 とりがたわ道路改築事業着手
- 2005年 鳥ヶ乢トンネル本体工事着手
- 2007年1月24日 鳥ヶ乢トンネル貫通式
- 2008年11月11日 とりがたわ道路供用開始

### 道路の事業概要
- 施工延長：2900m（うちトンネル延長1223m）
- 幅員：車道2車線6.5m、全幅12.0m（うちトンネル内6.0m、全幅9.5m）
- 総事業費：約52億円
- トンネル総事業費：約34億円